# Tennis Napoli Cup 2005
Il Tennis Napoli Cup 2005 è stato un torneo di tennis facente parte della categoria ATP Challenger Series nell'ambito dell'ATP Challenger Series 2005. Il torneo si è giocato per la 69ª edizione a Napoli in Italia dal 28 marzo al 3 aprile 2005 su campi in terra rossa.

## Vincitori

### Singolare
Richard Gasquet ha battuto in finale  Potito Starace con il punteggio di 4–6, 6–3, 7–5

### Doppio
Janko Tipsarević /  Jiří Vaněk hanno battuto in finale  Massimo Bertolini /  Uros Vico con il punteggio di 3–6, 6–4, 6–2